# ディスガイア D2
『ディスガイア D2』（ディスガイア ディメンションツー、英題:Disgaea D2: A Brighter Darkness）は、2013年3月20日に日本一ソフトウェアから発売されたPlayStation 3用シミュレーションRPG。

## 概要
魔界戦記ディスガイアシリーズ第1作『魔界戦記ディスガイア』の登場キャラクターであるラハール・エトナ・フロンの3人を中心とした物語が描かれる。シリーズ10周年記念作品でもある。
ストーリーは第1作の3年後が舞台の後日談であるが、その後のナンバリング作品へは繋がらないパラレルワールド的な作品となっている。それを反映して、キャラクターのコスチュームデザインなどが刷新されたほか、システム面でも新要素が数多く導入されている。

## あらすじ
魔界と天界の交流が再開してから数年。魔界では大地が天界のように変化するという異変が起こっていた。魔王ラハールは、敵対するクリチェフスコイ派のグロッソから異変のことを聞かされる。ラハールはエトナ、フロン、そして天界からやって来たシシリーと共に異変の調査を始める。
調査の途中でラハールはゼノリスという悪魔と知り合う。ゼノリスはエトナを見て、彼女が行方不明になった自分の妹かもしれないと言う。エトナは動揺しつつも、ゼノリスの発言を否定し彼を追い返す。クリチェフスコイ派との戦いが起きるが、ラハールはそれを制する。ラハールは異変の原因がゼノリスがもつ秘宝であることを突き止め、ゼノリスと対面する。
ゼノリスは秘宝には過去にエトナから吸い取った魔力が込められており、破壊すればそれが逆流してエトナの身が危ないことを説明する。ラハールとエトナは異変の解決を優先し、秘宝を破壊する。ラハールは魔力の逆流によって倒れたエトナを連れて、魔王城に帰還する。しばらくしてエトナが目を覚ます。ラハールは彼女の無事に安堵する。

## 登場人物

### 主要キャラクター
ラハール
声 - 水橋かおり
本作の主人公。先代魔王クリチェフスコイの息子。数年前、魔王の座を巡る戦いで勝利し魔王になる。そして地球軍による魔界侵略を阻止した。そのときの彼の行動が、魔界と天界が交流を取り戻すきっかけとなった。
自分に従わない悪魔がまだ残っていることを知り、彼らに自分のことを認めさせるべく魔王城の外に出る。そしてクリチェフスコイ派のリーダーであるグロッソと出会い、魔界で異変が起きていることを聞かされ、その調査を買って出る。
ラハールちゃん
声 - 水橋かおり
魔界に起こっている異変の影響でラハールが女体化した姿。あくまでも肉体が変化しただけなので口調や性格などは全く変わらない。本人はグラマラスになった体を嫌がっているが、エトナとフロンには「贅沢な悩み」と冷めた目で見られている。特定のシナリオで一時的にこの姿になりクリア後は元に戻るが、その後は暗黒議会で承認されれば任意でこの姿になることも可能となる。展開によっては元に戻れないままアイドルとしてデビューするという特殊エンディングに突入する。
エトナ
声 - 半場友恵
ラハールの家臣でプリニーの上司でもある。基本的にはラハールに従順だが、時おり暴言めいたことを言う。ラハールと共に異変の調査に乗り出す。
フロン
声 - 笹本優子
ラハールの友人で堕天使。優しい心の持ち主でヒーローマニアでもある。数年前の騒動で天使を傷付けてしまったことから、堕天使に降格させられる。現在は魔王城に住み、天使に復帰するための勉強をしている。ラハールと共に異変の調査に乗り出す。
シシリー
声 - 石原夏織
クリチェフスコイの娘を自称する天使。ラハールと違い素直で優しい性格。クリチェフスコイの跡を継いで魔王になるため、魔界へやって来る。自分のことを信じてくれないラハールに追い出されそうになるが、フロンの助けで魔王城に住むことを認めてもらう。
ゼノリス
声 - 平川大輔
赤い髪の悪魔。妹が一人いたが、行方不明になっている。エトナに妹の面影を見て、彼女への接触を試みる。

### クリチェフスコイ派
ラハールを魔王と認めない悪魔の一派
グロッソ
声 - 西村知道
クリチェフスコイ派の一人。先代魔王クリチェフスコイの参謀を自称している。バルバラを玉座に着かせ、彼女に指示することで自分達が実質的な支配者になろうと企んでいる。一方で指示が具体的でなければ動かないバルバラの性格に手を焼いている。
レーニア
声 - 三澤紗千香
クリチェフスコイ派の一人。トレジャーハンターの家系で魔界随一の探索能力を誇る。ラハールの子守をしていたらしい。
ガルングン
声 - 中博史
クリチェフスコイ派の一人。中二病じみた難解な言葉を好んで使う。

#### 次期魔王候補
クリチェフスコイ派の悪魔が独自に擁立した魔王候補の悪魔
バルバラ
声 - 茅原実里
グロッソ達に次期魔王候補として指名された悪魔。騎士の家系に生まれ育つ。指示待ち悪魔でどんな命令にも従うが、指示が具体的でないと逆上する。自分で考えて行動することは苦手である。
新生クリチェフスコイ
バルバラを見限ったグロッソが、新たに選んだ魔王候補である。実際はただのプリニーで、何の能力もない。

### 天界
ヴィルンガ
天使長。数年前の騒動で天使長の座が空になったため、ラミントンによって新しい天使長に任命された。有能な人物だが、悪魔を父に持つシシリーを「魔天使」と呼び差別するなど、価値観が偏っている。

### その他の登場人物
ゼニスキー
クリチェフスコイの元家臣。数年前、ラハールと戦い負けたとき、自分と息子を見逃してもらったことから感動し彼の家来となった。しかし騒動のどさくさに紛れて逃げ出す。ラハールも指摘されるまでそのことに気付いていなかった。現在はランサローテのプロデューサーとして活動している。
ランサローテ
ゼニスキーがプロデュースしているアイドル歌手。ラハールよりも知名度が高い。明るく振舞っているがそれはキャラ付けであり、実際は悪魔らしい性格をしている。人気に嫉妬したラハールによって倒され、彼の家来にされる。
コガネスキー
ゼニスキーの息子。ラハールに憧れている。
アサギ

## 開発
開発期間は『魔界戦記ディスガイア3 Return』の直後からで、1年ほど。「ディスガイア」10年目、日本一ソフトウェア20年目という節目であることから何かできないかという話になり、ラハール・エトナ・フロンの人気が高いことから『魔界戦記ディスガイア』の続編が開発されることとなった。スタッフは若い人物が中心であり、『魔界戦記ディスガイア』に関わった人物は数名ほどとなっている。
ナンバリングタイトルが新しいシステムを上積みしていくのに対し、本作品は新しいことにチャレンジしつつも、それまでのシステムを手直しし遊びやすいゲームにすることを目指している。タイトルが『魔界戦記ディスガイア5』ではないのはこのためであり、外伝でもスピンオフでもないシリーズの新たな形として、『ディスガイア D2』というタイトルとなった。
これまでのストーリーは新川宗平が担当していたが、本作品ではシリーズ作品の追加シナリオなどを手がけてきた井上恵一が担当。ただしシリーズの雰囲気を壊さないよう、新川とは綿密な話し合いをしている。
音楽は過去作品に比べかなり早い段階で完成しており、特にオープニングテーマはアニメーションの制作に合わせて早く完成された。オープニングテーマ「CRADLE OVER」は、ゲーム中にバルバラ役として出演もしている茅原実里が担当。

## プロモーション
2012年7月11日、日本一ソフトウェア20周年記念作品の1つとして『Project:D』のタイトルで発表。2012年10月20日に行われたイベント「電撃20年祭」にて現在のタイトルが明らかにされた。
通常版と初回限定版が同日に発売される。初回限定版の内容は「にいてんご エトナ＆フロン2体セット」、設定資料集、2枚組のサウンドトラックで、これらは原田たけひと描き下ろしの専用BOXに同梱される。また予約特典として、ラハール・エトナ・フロンの衣装を変更できるプロダクトコードが付属する。

## 関連作品

### 小説
- ディスガイアD2 REVISIT（神代創、ファミ通文庫、ISBN 4-0472-8919-1）

### 漫画
- ディスガイアD2 Road to Lord（なまも 著、電撃コミックス、ISBN 4-0489-1450-2）